# EdTV
EdTV è un film del 1999 diretto da Ron Howard, adattamento americano del film canadese Il divo della porta accanto (1994).

## Trama
Cynthia Topping, direttrice del canale True Tv, inventa un nuovo programma che spera possa rialzare gli indici di ascolto da tempo in calo. Il programma consiste nel seguire e riprendere, 24 ore su 24, la vita di una persona qualsiasi. Il fortunato è Ed Pekurny, commesso trentenne in un videonoleggio di San Francisco.
Il reality show EdTV diventa il programma più visto degli Stati Uniti. Milioni di persone seguono costantemente la vita di Ed, che diventa una celebrità. Ma questa celebrità ben presto gli si ritorce contro, facendo diventare la sua vita un inferno, in cui vengono messi a nudo i segreti della sua famiglia e gli complicano non poco le sue vicende sentimentali con Shariley.

## Colonna sonora
La colonna sonora del film è stata curata dal noto gruppo statunitense dei Bon Jovi, che ha appositamente composto il brano Real Life.

## Distribuzione
È stato presentato fuori concorso al 52º Festival di Cannes.